# Välijärvi (sjö i Enare, Lappland)
Välijärvi är en sjö i kommunen Enare i landskapet Lappland i Finland. Sjön ligger 109,5 meter över havet. Arean är 1,87 kvadratkilometer och strandlinjen är 24,43 kilometer lång. Sjön  ingår i Neidenälvens huvudavrinningsområde.   Den ligger omkring 340 kilometer norr om Rovaniemi och omkring 1000 kilometer norr om Helsingfors. 
I sjön finns ön Puolžâsuálui. 